# LaTeX Font Catalogue
Der LaTeX Font Catalogue ist eine Website, die eine Übersicht von Schriftarten anbietet, die mit dem Schriftsatzsystem LaTeX verwendet werden können.
Der Schwerpunkt liegt dabei auf Kategorisierung und Schriftbeispielen. Angegeben wird
- mit welchem Paketbefehl die Schriften geladen werden,
- welche Schriftschnitte bereitgestellt werden,
- ob Formelsatz unterstützt wird.

Die meisten der angeführten Schriften sind in der von der DANTE herausgegebenen TeX-Live-Distribution enthalten oder können vom LaTeX Archive CTAN bezogen werden.